# バツイチ男の大ピンチ!
『バツイチ男の大ピンチ!』(原題 : Fleishman Is in Trouble)は小説"Fleishman Is in Trouble"にもとづくアメリカのドラマミニシリーズである。2022年11月17日にFX on Huluで配信された。

## 概要
ニューヨーク市に住む、ユダヤ人で中年の医師トビー・フライシュマンは離婚する。寂しさのあまり、学生時代の友人のリビーおよびセスに久しぶりに連絡して旧交を温め、出会い系アプリで多くのセックス・フレンドたちと寝る。だが成功した芸能エージェントの妻のレイチェルが突然失踪し、二人の子供の世話に忙殺されて昇進の機会を逃す。自分の人生や結婚を振り返るが、妻がなぜ失踪したのか理解できない。かつては雑誌社に勤め今は専業主婦となっていたリビーも中年の危機を迎え、作家となろうと決意する。セスは結婚する。

## キャスト

### メイン
- ジェシー・アイゼンバーグ : トビー・フライシュマン - ニューヨーク市の病院勤務の医師
- クレア・デインズ : レイチェル - トビーの元妻で成功した芸能エージェント
- リジー・キャプラン : リビー - トビーのイスラエル留学時代の親友、元雑誌記者の専業主婦、ナレーターも務める
- アダム・ブロディ  セス- トビーのイスラエル留学時代の親友
- Meara Mahoney Gross : ハンナ - トビーとレイチェルの娘
- Maxim Jasper Swinton : ソリ― - トビーとレイチェルの息子

### リカーリング
- クリスチャン・スレーター : アーチャー・シルヴァン - 著名な作家
- ジョシュ・ラドナー : アダム・エプスタイン - リビーの夫で弁護士
- Josh Stamberg : サム・ロスバーグ - ハンナの同級生の父
- Jenny Powers : ミリアム・ロスバーグ - ハンナの同級生の母
- Mozhan Marnò : ナヒード - トビーのセックス・フレンド
- マイケル・ガストン : バータック医師 : トビーの上司
- Juani Feliz : アレハンドラ・ロペス - レイチェルの顧客であるブロードウェイ・スター

## エピソード
| 通算 話数 | タイトル                                                                        | 監督                                      | Teleplay by           | 公開日         |
| --- | ------------------------------------------------------------------------------- | ----------------------------------------- | --------------------- | -------------- |
| 1 | "サモン・ユア・ウィットネシズ" "Summon Your Witnesses"                          | ジョナサン・デイトン&ヴァレリー・ファリス | Taffy Brodesser-Akner | 2022年11月17日 |
| 2016年、40歳になったばかりのユダヤ人のトビー・フライシュマンはニューヨークの病院に肝臓科医師として勤める。トビーは成功した芸能エージェントのレイチェルと15年の結婚生活を経て離婚したばかりで、出会い系アプリで数々のセックスフレンドと寝る。寂しさを埋められず、セラピストのアドバイスに従って、かつてイスラエルに留学した時の親友であるリビーとセスに久しぶりに連絡を取る。レイチェルは二人の子供 - 娘のハンナと息子のソリ― - をトビーに預けたまま失踪する。 |                                                                                 |                                           |                       |                |
| 2 | "ウェルカム・トゥ・パニクウィル" "Welcome to Paniquil"                          | Alice Wu                                  | Taffy Brodesser-Akner | 2022年11月17日 |
| トビーは二人の子を自分の小さなアパートに引き取る。ソリ―がコンピューターでポルノを見ていたことを発見し、ベビーシッターのモナを首にする。レイチェルを探してハンプトンズにあるレイチェルの家に行くが、トビーの顔を知らないハウスキーパーに追い出される。仕事のために子供たちの世話をできないトビーは、思春期を迎えたハンナにスマートフォンを買い与え、二人をサマーキャンプに送り出す。余裕が出来て久しぶりにリビーとセスとランチを食べる。リビーの推測で、レイチェルが危険な目に合っているのではないかと考え始める。スーパーマーケットでレイチェルの友人たちに会い、公園で昼寝をしていたレイチェルを見かけたと聞く。 |                                                                                 |                                           |                       |                |
| 3 | "フリー・パス" "Free Pass"                                                      | ジョナサン・デイトン&ヴァレリー・ファリス | Mike Goldbach         | 2022年11月24日 |
| フラッシュバックで、トビーとレイチェルは大学のパーティーで出会い恋に落ち結婚する。二人とも仕事で忙しくなり、しだいに溝が広がる。ハンナを出産したとき、レイチェルは医師に性的な悪戯をされたと信じ込み、産後うつ病に苦しむ。トビーはレイチェルが支援グループの集まりに出るよう勇気づけてベビーシッターを雇う。レイチェルは産休を取ったせいで、勤務する芸能事務所での昇進で男性におくれを取ったと怒り、トビーの後押しで独立し自分の事務所を始める。事務所は成功してレイチェルは多忙となり、高級なアパートメントを買い、付き合い始めたセレブたちはトビーの仕事を見下す。トビーにはフィラデルフィアへの栄転の話が舞い込むが、レイチェルは拒否する。後にトビーとレイチェルは知り合いのセレブ達とディナーを共にし、その中には偽薬を販売する製薬会社のトップであるがゆえにトビーが軽蔑するサム・ロスバーグをがいる。現在、トビーはロスバーグのフェイスブックを調べ、レイチェルとの関係を疑う。 |                                                                                 |                                           |                       |                |
| 4 | "ゴッド、ホワット・アン・イディオット・ヒー・ワズ" "God, What an Idiot He Was!" | Shari Springer Berman & Robert Pulcini    | Taffy Brodesser-Akner | 2022年12月1日  |
| トビーは以前住んだアパートメントに行って、ロスバーグがいた証拠を見つけて激怒する。セックスフレンドのナヒードに外出してのデートを誘うも拒否される。リビーの家に押しかけて夫や子供たちに会うも居心地の悪さにすぐに帰る。セスとディナーに行き、インサイダー取引を疑われて捜査対象となっていると聞かされる。病院から呼び出され、同年齢の女性患者カレンに移植する肝臓が見つかったと知る。トビーは病院に泊まりこみ、カレンの手術は成功する。 |                                                                                 |                                           |                       |                |
| 5 | "バンタブラック" "Vantablack"                                                   | Shari Springer Berman & Robert Pulcini    | Taffy Brodesser-Akner | 2022年12月8日  |
| 2年前のフラッシュバックで、リビーは男性たちの活躍を見て思い悩む。小説を書こうと決意するも結局は果たず専業主婦となる。現在、リビーは家族でディズニー・ワールドに行くが、夫との間に摩擦が生まれる。トビーは失職したセスに会い、その勧めで犬を飼う。ナヒードを再びデートに誘うも夫が有名人であるからと断られる。子供たちを送り出していたサマー・キャンプに呼び出されて、ハンナが性的なほのめかしの写真を男の子に送り、それが広まったためにキャンプから追い出される。二人の子供をアパートに連れ帰り、レイチェルが失踪したことを明かす。レイチェルが自宅に帰っていることを知るも対決は避け、子供たちをアメリカ自然史博物館に連れて行きベンタブラック展示を見せる。ソリ―はおびえて外に駆けだす。三人はソトのベンチに一緒に座り団結する。 |                                                                                 |                                           |                       |                |
| 6 | "ディス・イズ・マイ・エンジョイメント" "This Is My Enjoyment"                   | Shari Springer Berman & Robert Pulcini    | Taffy Brodesser-Akner | 2022年12月15日 |
| トビーは自分に普通の関係が必要だと知り、ナヒードと別れる。子供たちの世話で多くの休暇を取ったため、昇進の機会を逃す。慰めてくれたインターンにはデートを断られる。術後に容体が悪化したカレンの夫に冷たく当たる。結婚以来出席していなかったイスラエル留学の同窓会パーティーに出てリビーと夫の言い争いを見る。リビーは帰り道でトビーのアパートのトイレを借り、そのままトビーのベッドで添い寝をする。翌日、街をさまよっていたリビーはレイチェルに出くわす。 |                                                                                 |                                           |                       |                |
| 7 | "ミー・タイム"                                                                  | ジョナサン・デイトン&ヴァレリー・ファリス | Taffy Brodesser-Akner | 2022年12月22日 |
| リビーはレイチェルを彼女の自宅に連れて行って話を聞き出す。レイチェルは若くして母を亡くし、祖母によってカソリックの寄宿学校に送られる。金持ちの同級生の間で気まずい思いをする。彼女の財産も家族も気にしないトビーに魅かれて結婚する。苦痛に満ちた出産の後、娘を愛すことができない。サポートグループの集まりに出席するも自分のことを語れない。芸能事務所から独立し、セレブになるために必死に仕事をこなす。離婚の少し前、レイチェルはロスバーグと不倫関係を持ち始め、離婚後は頻繁になる。ロスバーグはリゾートにレイチェルを連れてゆくも、置き去りにする。レイチェルはスアートフォンを捨て、自宅に帰ってロスバーグからもらった医療大麻を使う。3週間の間幻覚を見続け、やっと正気に戻る。連絡を絶っていたため、最大の顧客を失う。絶望して街を彷徨い、リビーに出会う。 |                                                                                 |                                           |                       |                |
| 8 | "ザ・リバー" "The Liver"                                                        | Shari Springer Berman & Robert Pulcini    | Taffy Brodesser-Akner | 2022年12月29日 |
| リビーはトビーのアパートに行き、レイチェルが神経衰弱を患っている伝える。だがトビーは関心を示さず、リビーを追い出す。カレンは脳死となり、夫の同意で安楽死をさせられる。トビーは昇進を逃したことを受け入れ、子供たちの世話に時間を費やし始める。リビーは数日ぶりに家に帰るも家族には冷たくあしらわれる。セスのパーティーに呼ばれ、目の前でセスのプロポーズを目撃する。リビーはトビーの離婚体験に基づく本を書く話をトビーにする。心の平安を取り戻したリビーは家に帰る。トビーもアパートに帰る。レイチェルが入ってくる。 |                                                                                 |                                           |                       |                |